# F1 23
F1 23 è un videogioco di corse sviluppato da Codemasters e pubblicato da EA Sports. È il terzo capitolo della serie distribuito da EA Sports, dopo aver acquisito Codemasters a metà febbraio 2021. Il gioco ha la licenza ufficiale per i campionati di Formula 1 e Formula 2 del 2023. È stato pubblicato il 16 giugno 2023 per Microsoft Windows, PlayStation 4, PlayStation 5, Xbox One, Xbox Series X/S e Linux (attraverso il livello di compatibilità Proton di Valve).

## Nuove caratteristiche
F1 23 vede il ritorno della modalità storia, "Braking Point", introdotta in F1 2021. Due personaggi di "Braking Point", Devon Butler, il principale antagonista, e Aiden Jackson, il protagonista, tornano per Braking Point 2.0, insieme al veterano pilota ormai ritirato Casper Akkerman, che fa anche una comparsa. Compare un nuovo personaggio di nome Callie Mayer, sorella di Devon Butler, insieme al loro padre Davidoff Butler, CEO della sua azienda Butler Global, e Andreo Konner, fondatore e proprietario di Konnersport, che era il team principal nella stagione di F1 2022.
F1 23 presenta una fisica di guida rinnovata e l'opzione di impostare una distanza di gara del 35%. Le bandiere rosse, che erano state viste per l'ultima volta in F1 2014, fanno la loro comparsa. L'interfaccia utente del gioco è stata rinnovata per un'esperienza molto più simile alla presentazione delle attuali gare di Formula 1. Nuove aggiunte al pacchetto My Team Icons includono il campione del mondo del 1992 Nigel Mansell, la pilota della W Series Jamie Chadwick (che ha anche assistito gli sviluppatori con Braking Point 2), l'ex pilota della Williams Pastor Maldonado e l'ex pilota di riserva della Toyota e pilota di Sauber e Caterham Kamui Kobayashi. Le prenotazioni includono anche personaggi di Braking Point 2 come icone.
"F1 World" espande la funzione "F1 Life" di F1 22 e unisce tutte le modalità di gioco presenti nel gioco, tra cui classifiche, esports, offline e online. Ciò include anche il ritorno del Podium Pass. Il gioco introduce una valutazione della sicurezza per i giocatori online; sistemi simili sono stati presenti in titoli come iRacing. Questo sistema è utilizzato anche nelle modalità di gioco offline, anche se è disponibile un'opzione per disattivarlo. L'auto "F1 World" del giocatore può essere aggiornata con nuovi pezzi di auto e nuovi membri del team possono essere assunti. Entrambi gli elementi possono essere ottenuti attraverso il gioco; sebbene un boost XP sia disponibile con "PitCoin", non sono disponibili microtransazioni per l'acquisto di tali aggiornamenti. Obiettivi e compendium sono disponibili per sbloccare più ricompense in "F1 World". Supercar e uno spazio vitale virtuale fanno il loro ritorno dal titolo precedente. Il progresso attraverso le modalità di gioco, compresa la progressione in Braking Point 2, conta per la progressione del Podium Pass.
Il circuito internazionale di Lusail, sede del Gran Premio del Qatar, è incluso nel gioco, insieme al nuovissimo circuito di Las Vegas Strip, in vista del Gran Premio di Las Vegas. Il gioco include anche il circuito di Imola del Gran Premio dell'Emilia Romagna, il circuito Paul Ricard del Gran Premio di Francia, il circuito internazionale di Shanghai del Gran Premio di Cina e il circuito internazionale dell'Algarve del Gran Premio del Portogallo, tracciati che erano stati rimossi o non inclusi nel calendario del 2023.

## Modalità storia:Braking Point 2
Introdotto per la prima volta in F1 2021, F1 23 presenta Braking Point 2, ambientato nelle stagioni 2022 e 2023. La storia si concentra sul Konnersport ButlerGlobal Racing Team, una nuova squadra che si è recentemente unita al gruppo. Aiden Jackson e Devon Butler, entrambi tornati dal primo Braking Point, si ritrovano a diventare compagni di squadra in questa nuova squadra. Introdotto in questa modalità storia è Callie Mayer, prodigio della Formula 2, che sogna di guadagnarsi una chance nella categoria di monoposto più prestigiosa del motorsport dopo aver vinto il campionato di Formula 2 con la Trident, diventando la prima donna a conquistare il titolo. È anche la sorella di Butler. Come rivelato in un video Deep Dive pubblicato il 22 maggio 2023, il team di scrittura ha collaborato con la tre volte campionessa della W Series e pilota di sviluppo della Williams Jamie Chadwick per dare vita alla storia di Mayer. Butler e Jackson mantengono i loro numeri di pilota rispettivamente 71 e 89, mentre Mayer usa il numero 66 durante il suo periodo in Formula 1 (20 come pilota della Trident).

## Telecronisti
- Carlo Vanzini e  Davide Valsecchi (per la Formula 1).
- Alex Jacques (voce italiana di  Diego Baldoin) (per la Formula 2) e  Davide Valsecchi.

## Piloti e team
F1 23 include le 10 squadre e i 20 piloti della stagione 2023 di Formula 1 e le 11 squadre e i 22 piloti della stagione 2022 di Formula 2. Le 11 squadre e i 22 piloti della stagione 2023 di Formula 2 sono stati inseriti successivamente con un aggiornamento, così come Daniel Ricciardo al posto di Nyck de Vries all'AlphaTauri per la Formula 1.

### Piloti e team di Formula 1
| Scuderia                                       | Costruttore                  | Telaio            | Power unit | Gomme | Nº | Piloti           | Sigla |
| ---------------------------------------------- | ---------------------------- | ----------------- | ---------- | ----- | -- | ---------------- | ----- |
| Oracle Red Bull Racing                         | Red Bull Racing-Honda RBPT   | RB19              | Honda RBPT | P     | 1  | Max Verstappen   | VER   |
| Oracle Red Bull Racing                         | Red Bull Racing-Honda RBPT   | RB19              | Honda RBPT | P     | 11 | Sergio Pérez     | PER   |
| Scuderia Ferrari                               | Ferrari                      | SF-23             | Ferrari    | P     | 16 | Charles Leclerc  | LEC   |
| Scuderia Ferrari                               | Ferrari                      | SF-23             | Ferrari    | P     | 55 | Carlos Sainz Jr. | SAI   |
| Mercedes-AMG PETRONAS Formula One Team         | Mercedes                     | W14 E Performance | Mercedes   | P     | 44 | Lewis Hamilton   | HAM   |
| Mercedes-AMG PETRONAS Formula One Team         | Mercedes                     | W14 E Performance | Mercedes   | P     | 63 | George Russell   | RUS   |
| BWT Alpine F1 Team                             | Alpine-Renault               | A523              | Renault    | P     | 31 | Esteban Ocon     | OCO   |
| BWT Alpine F1 Team                             | Alpine-Renault               | A523              | Renault    | P     | 10 | Pierre Gasly     | GAS   |
| McLaren Formula 1 Team                         | McLaren-Mercedes             | MCL60             | Mercedes   | P     | 4  | Lando Norris     | NOR   |
| McLaren Formula 1 Team                         | McLaren-Mercedes             | MCL60             | Mercedes   | P     | 81 | Oscar Piastri    | PIA   |
| Alfa Romeo F1 Team KICK                        | Alfa Romeo-Ferrari           | C43               | Ferrari    | P     | 77 | Valtteri Bottas  | BOT   |
| Alfa Romeo F1 Team KICK                        | Alfa Romeo-Ferrari           | C43               | Ferrari    | P     | 24 | Zhou Guanyu      | ZHO   |
| Aston Martin Aramco Cognizant Formula One Team | Aston Martin Aramco-Mercedes | AMR23             | Mercedes   | P     | 14 | Fernando Alonso  | ALO   |
| Aston Martin Aramco Cognizant Formula One Team | Aston Martin Aramco-Mercedes | AMR23             | Mercedes   | P     | 18 | Lance Stroll     | STR   |
| MoneyGram Haas F1 Team                         | Haas-Ferrari                 | VF-23             | Ferrari    | P     | 20 | Kevin Magnussen  | MAG   |
| MoneyGram Haas F1 Team                         | Haas-Ferrari                 | VF-23             | Ferrari    | P     | 27 | Nico Hülkenberg  | HUL   |
| Scuderia AlphaTauri                            | AlphaTauri-Honda RBPT        | AT04              | Honda RBPT | P     | 22 | Yuki Tsunoda     | TSU   |
| Scuderia AlphaTauri                            | AlphaTauri-Honda RBPT        | AT04              | Honda RBPT | P     | 3  | Daniel Ricciardo | RIC   |
| Williams Racing                                | Williams-Mercedes            | FW45              | Mercedes   | P     | 23 | Alexander Albon  | ALB   |
| Williams Racing                                | Williams-Mercedes            | FW45              | Mercedes   | P     | 2  | Logan Sargeant   | SAR   |

### Piloti e team di Formula 2
| Scuderia              | Costruttore | Telaio          | Power unit | Gomme | Nº | Piloti             | Sigla |
| --------------------- | ----------- | --------------- | ---------- | ----- | -- | ------------------ | ----- |
| MP Motorsport         | Dallara     | Dallara F2 2018 | Mecachrome | P     | 1  | Dennis Hauger      | HAU   |
| MP Motorsport         | Dallara     | Dallara F2 2018 | Mecachrome | P     | 2  | Jehan Daruvala     | DAR   |
| Rodin Carlin          | Dallara     | Dallara F2 2018 | Mecachrome | P     | 3  | Zane Maloney       | MAL   |
| Rodin Carlin          | Dallara     | Dallara F2 2018 | Mecachrome | P     | 4  | Enzo Fittipaldi    | FIT   |
| ART Grand Prix        | Dallara     | Dallara F2 2018 | Mecachrome | P     | 5  | Théo Pourchaire    | POU   |
| ART Grand Prix        | Dallara     | Dallara F2 2018 | Mecachrome | P     | 6  | Victor Martins     | MAR   |
| PREMA Racing          | Dallara     | Dallara F2 2018 | Mecachrome | P     | 7  | Frederik Vesti     | VES   |
| PREMA Racing          | Dallara     | Dallara F2 2018 | Mecachrome | P     | 8  | Oliver Bearman     | BEA   |
| Hitech Grand Prix     | Dallara     | Dallara F2 2018 | Mecachrome | P     | 9  | Jak Crawford       | CRA   |
| Hitech Grand Prix     | Dallara     | Dallara F2 2018 | Mecachrome | P     | 10 | Isack Hadjar       | HAD   |
| DAMS                  | Dallara     | Dallara F2 2018 | Mecachrome | P     | 11 | Ayumu Iwasa        | IWA   |
| DAMS                  | Dallara     | Dallara F2 2018 | Mecachrome | P     | 12 | Arthur Leclerc     | LEC   |
| Virtuosi              | Dallara     | Dallara F2 2018 | Mecachrome | P     | 14 | Jack Doohan        | DOO   |
| Virtuosi              | Dallara     | Dallara F2 2018 | Mecachrome | P     | 15 | Amaury Cordeel     | COR   |
| PHM Racing            | Dallara     | Dallara F2 2018 | Mecachrome | P     | 16 | Roy Nissany        | NIS   |
| PHM Racing            | Dallara     | Dallara F2 2018 | Mecachrome | P     | 17 | Brad Benavides     | BEN   |
| Trident               | Dallara     | Dallara F2 2018 | Mecachrome | P     | 20 | Roman Staněk       | STA   |
| Trident               | Dallara     | Dallara F2 2018 | Mecachrome | P     | 21 | Clément Novalak    | NOV   |
| Van Amersfoort Racing | Dallara     | Dallara F2 2018 | Mecachrome | P     | 22 | Richard Verschoor  | VER   |
| Van Amersfoort Racing | Dallara     | Dallara F2 2018 | Mecachrome | P     | 23 | Juan Manuel Correa | COR   |
| Campos Racing         | Dallara     | Dallara F2 2018 | Mecachrome | P     | 24 | Kush Maini         | MAI   |
| Campos Racing         | Dallara     | Dallara F2 2018 | Mecachrome | P     | 25 | Ralph Boschung     | BOS   |

### Piloti e team di Formula 2 2022
| Scuderia              | Costruttore | Telaio          | Power unit | Gomme | Nº | Piloti            | Sigla |
| --------------------- | ----------- | --------------- | ---------- | ----- | -- | ----------------- | ----- |
| PREMA Racing          | Dallara     | Dallara F2 2018 | Mecachrome | P     | 1  | Dennis Hauger     | HAU   |
| PREMA Racing          | Dallara     | Dallara F2 2018 | Mecachrome | P     | 2  | Jehan Daruvala    | DAR   |
| Virtuosi              | Dallara     | Dallara F2 2018 | Mecachrome | P     | 3  | Jack Doohan       | DOO   |
| Virtuosi              | Dallara     | Dallara F2 2018 | Mecachrome | P     | 4  | Marino Sato       | SAT   |
| Carlin                | Dallara     | Dallara F2 2018 | Mecachrome | P     | 5  | Liam Lawson       | LAW   |
| Carlin                | Dallara     | Dallara F2 2018 | Mecachrome | P     | 6  | Logan Sargeant    | SAR   |
| Hitech Grand Prix     | Dallara     | Dallara F2 2018 | Mecachrome | P     | 7  | Marcus Armstrong  | ARM   |
| Hitech Grand Prix     | Dallara     | Dallara F2 2018 | Mecachrome | P     | 8  | Jüri Vips         | VIP   |
| ART Grand Prix        | Dallara     | Dallara F2 2018 | Mecachrome | P     | 9  | Frederik Vesti    | VET   |
| ART Grand Prix        | Dallara     | Dallara F2 2018 | Mecachrome | P     | 10 | Théo Pourchaire   | POU   |
| MP Motorsport         | Dallara     | Dallara F2 2018 | Mecachrome | P     | 11 | Felipe Drugovich  | DRU   |
| MP Motorsport         | Dallara     | Dallara F2 2018 | Mecachrome | P     | 12 | Clément Novalak   | NOV   |
| Campos Racing         | Dallara     | Dallara F2 2018 | Mecachrome | P     | 14 | Olli Caldwell     | CAL   |
| Campos Racing         | Dallara     | Dallara F2 2018 | Mecachrome | P     | 15 | Ralph Boschung    | BOS   |
| DAMS                  | Dallara     | Dallara F2 2018 | Mecachrome | P     | 16 | Roy Nissany       | NIS   |
| DAMS                  | Dallara     | Dallara F2 2018 | Mecachrome | P     | 17 | Ayumu Iwasa       | IWA   |
| Trident               | Dallara     | Dallara F2 2018 | Mecachrome | P     | 20 | Richard Verschoor | VER   |
| Trident               | Dallara     | Dallara F2 2018 | Mecachrome | P     | 21 | Calan Williams    | WIL   |
| Charouz Racing System | Dallara     | Dallara F2 2018 | Mecachrome | P     | 22 | Enzo Fittipaldi   | FIT   |
| Charouz Racing System | Dallara     | Dallara F2 2018 | Mecachrome | P     | 23 | Tatiana Calderón  | CAL   |
| Van Amersfoort Racing | Dallara     | Dallara F2 2018 | Mecachrome | P     | 24 | Jake Hughes       | HUG   |
| Van Amersfoort Racing | Dallara     | Dallara F2 2018 | Mecachrome | P     | 25 | Amaury Cordeel    | COR   |

## Lista dei circuiti
F1 23 contiene tutti i circuiti del calendario della stagione 2023 di Formula 1, tra cui il circuito di Lusail, sede del Gran Premio del Qatar, e il nuovo Las Vegas Strip Circuit, sede del Gran Premio di Las Vegas. L'Autódromo Internacional do Algarve, sede del Gran Premio del Portogallo, così come lo Shanghai International Circuit, sede del Gran Premio di Cina e il circuito Paul Ricard, sede del Gran Premio di Francia, sono stati aggiunti nonostante non erano inclusi nel calendario del 2023. Le modifiche al layout del Marina Bay Street Circuit, sede del Gran Premio di Singapore, sono state inserite successivamente con un aggiornamento.
| No. | Gran Premio                                                       | Circuito                           | Sede              |
| --- | ----------------------------------------------------------------- | ---------------------------------- | ----------------- |
| 1   | Gulf Air Bahrain Grand Prix                                       | Bahrain International Circuit      | Manama            |
| 2   | STC Saudi Arabian Grand Prix                                      | Jeddah Corniche Circuit            | Gedda             |
| 3   | Rolex Rolex Australian Grand Prix                                 | Albert Park Circuit                | Melbourne         |
| 4   | Azerbaijan Grand Prix                                             | Baku City Circuit                  | Baku              |
| 5   | Crypto.com Miami Grand Prix                                       | Miami International Autodrome      | Miami             |
| 6   | Qatar Airways Gran Premio del Made in Italy e dell'Emilia-Romagna | Autodromo Enzo e Dino Ferrari.     | Imola             |
| 7   | Grand Prix de Monaco                                              | Circuit de Monaco                  | Monaco            |
| 8   | AWS Gran Premio de España                                         | Circuit de Barcelona-Catalunya     | Montmeló          |
| 9   | Pirelli Grand Prix du Canada                                      | Circuito Gilles-Villeneuve         | Montréal          |
| 10  | Rolex Rolex Großer Preis von Österreich                           | Red Bull Ring                      | Spielberg         |
| 11  | Aramco British Grand Prix                                         | Silverstone Circuit                | Silverstone       |
| 12  | Qatar Airways Hungarian Grand Prix                                | Hungaroring                        | Mogyoród          |
| 13  | MSC Cruises Belgian Grand Prix                                    | Circuit de Spa-Francorchamps       | Stavelot          |
| 14  | Dutch Grand Prix                                                  | Circuit Zandvoort                  | Zandvoort         |
| 15  | Pirelli Gran Premio d'Italia                                      | Autodromo nazionale di Monza       | Monza             |
| 16  | Singapore Airlines Singapore Grand Prix                           | Marina Bay Street Circuit          | Singapore         |
| 17  | Lenovo Japanese Grand Prix                                        | Suzuka International Racing Course | Suzuka            |
| 18  | Qatar Airways Qatar Grand Prix                                    | Lusail International Circuit       | Doha              |
| 19  | Lenovo United States Grand Prix                                   | Circuit of the Americas            | Austin            |
| 20  | Gran Premio de la Ciudad de México                                | Autodromo Hermanos Rodríguez       | Città del Messico |
| 21  | Rolex Grande Prêmio de São Paulo                                  | Autódromo José Carlos Pace         | San Paolo         |
| 22  | Las Vegas Grand Prix                                              | Las Vegas Strip Circuit            | Las Vegas         |
| 23  | Etihad Airways Abu Dhabi Grand Prix                               | Yas Marina Circuit                 | Abu Dhabi         |
| 24  | Chinese Grand Prix                                                | Shanghai International Circuit     | Shanghai          |
| 25  | Grand Prix de France                                              | Circuit Paul Ricard                | Le Castellet      |
| 26  | Grande Prémio de Portugal                                         | Algarve International Circuit      | Portimão          |

## Vetture supercar
- Aston Martin DB11 V12
- Aston Martin Vantage F1 Edition
- Aston Martin Vantage Safety Car
- Ferrari Roma
- Ferrari F8 Tributo
- McLaren 720S
- McLaren Artura
- Mercedes-AMG GT Black Series
- Mercedes-AMG GT Safety Car
- Mercedes-AMG GT R Pro